# Giannino Ferrari dalle Spade

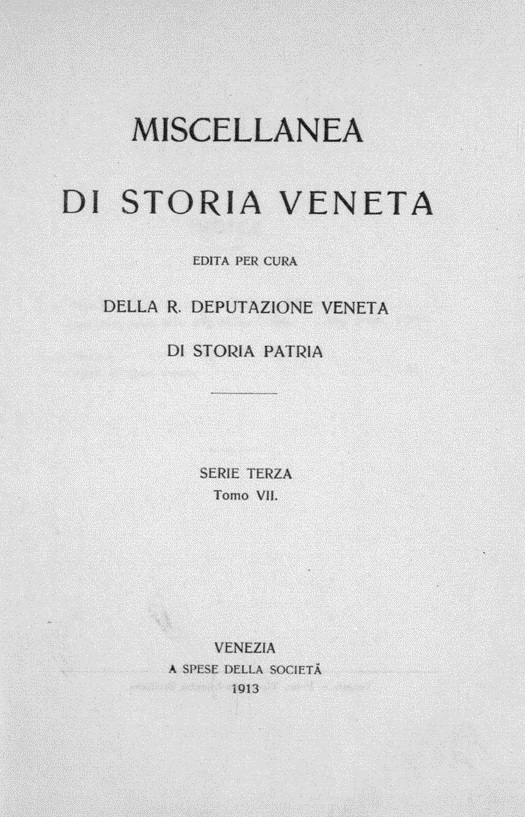
Ordinamento giudiziario a Padova negli ultimi secoli della Repubblica di Venezia, 1913

Giannino Ferrari dalle Spade (Tregnago, 9 novembre 1885 – Tregnago, 8 novembre 1943) è stato un giurista italiano.

## Biografia
Studiò diritto all'Università di Padova, allievo di Nino Tamassia. Fu dal 1908 professore all'Università di Ferrara; si occupò della Repubblica di Venezia, ma soprattutto di diritto dell'Alto Medioevo e in particolare dell'Impero bizantino, opponendosi a Francesco Schupfer.
Fu rettore dell'Università di Padova dal 1929 al 1932.

## Opere
- Ordinamento giudiziario a Padova negli ultimi secoli della Repubblica veneta, collana Miscellanea di storia veneta, vol. VII, Venezia, Tipografia Emiliana, 1913.